# دیدی‌ور
دیدی‌ور (به ترکی آذربایجانی: Didivar) یک منطقهٔ مسکونی در جمهوری آذربایجان است که در شهرستان بابک واقع شده‌است. دیدی‌ور ۱٬۳۱۸ نفر جمعیت دارد.